# Губино (Калязинский район)
Губино — деревня в Калязинском районе Тверской области, входит в состав Старобисловского сельского поселения.

## География
Деревня находится на берегу реки Нерль в 15 км на юго-запад от центра поселения деревни Старобислово и в 35 км на юго-восток от города Калязина.

## История
Губино впервые упоминается в Дмитровской Писцовой книге 1627-29 годов, где оно значится за Михаилом да братом его Иваном Васильевыми детьми Шокурова.
В 1793 году в селе была построена каменная Сергиевская церковь с 3 престолами, распространена в 1885 году.
В конце XIX — начале XX века село входило в состав Расловской волости Калязинского уезда Тверской губернии. 
С 1929 года деревня являлась центром Губинского сельсовета Нерльского района Кимрского округа Московской области, с 1935 года — в составе Калининской области, с 1956 года в составе — Пеньевского сельсовета Калязинского района, с 1994 года — в составе Пеньевского сельского округа, с 2005 года — в составе Старобисловского сельского поселения.

## Население
| 1859 | 1888 | 2002 | 2010 |
| ---- | ---- | ---- | ---- |
| 142  | ↗185 | ↘20  | ↘16  |